# Aldeia Viçosa
Aldeia Viçosa is een plaats (freguesia) in de Portugese gemeente Guarda en telt 411 inwoners (2001).